# Fußball-Weltmeisterschaft 1954/Mexiko
Dieser Artikel behandelt die mexikanische Fußballnationalmannschaft bei der Fußball-Weltmeisterschaft 1954.

## Qualifikation
| Mexiko | - | Haiti              | 8:0 | Balcázar 23' 26' 76', Gómez 27', Tellez 34', Arnauda 38' 69' 85' |
| Haiti  | - | Mexiko             | 0:4 | Ávalos 6', Lamadrid 15' 59', Balcázar 65'                        |
| Mexiko | - | Vereinigte Staaten | 4:0 | Balcázar 5', Sheppell 16' (Eigentor), Lamadrid 47', Naranjo 63'  |
| Mexiko | - | Vereinigte Staaten | 3:1 | Torres 60' 89', Lamadrid 82' / Looby 6'                          |

## Mexikanisches Aufgebot
| Nummer / Name | Nummer / Name          | Damaliger Verein      | Geburtstag | Länderspiele |
| Torhüter      | Torhüter               | Torhüter              | Torhüter   | Torhüter     |
| ------------- | ---------------------- | --------------------- | ---------- | ------------ |
| 1             | Antonio Carbajal       | Club León             | 07.06.1929 | 11           |
| 12            | Salvador Mota          | CF Atlante            | 1923       | 0            |
| Abwehr        |                        |                       |            |              |
| 2             | Narciso López          | CD Oro                | 18.08.1928 | 3            |
| 4             | Saturnino Martínez     | Club Necaxa           | 1928       | 6            |
| 5             | Raúl Cárdenas          | Puebla FC             | 30.10.1928 | 4            |
| 13            | Sergio Bravo           | Club León             | 27.11.1927 | 6            |
| Mittelfeld    |                        |                       |            |              |
| 3             | Jorge Romo             | Club Marte            | 20.04.1923 | 5            |
| 6             | Rafael Avalos          | CF Atlante            | 1926       | 3            |
| 14            | Juan Gómez             | Atlas Guadalajara     | 26.06.1924 | 0            |
| 16            | Pedro Nájera           | Club América          | 03.02.1929 | 0            |
| 21            | Mario Ochoa            | Club Marte            | 1927       | 5            |
| Angriff       |                        |                       |            |              |
| 7             | Alfredo Torres         | Atlas Guadalajara     | 31.05.1935 | 3            |
| 8             | José Naranjo           | CD Oro                | 19.03.1926 | 12           |
| 9             | José Luis Lamadrid     | Club Necaxa           | 03.07.1930 | 5            |
| 10            | Tomás Balcázar         | Deportivo Guadalajara | 21.12.1931 | 9            |
| 11            | Raúl Arellano          | Deportivo Guadalajara | 28.05.1935 | 0            |
| 15            | Carlos Blanco Castañón | Club Necaxa           | 05.03.1927 | 4            |
| 17            | Carlos Septién         | CD Tampico            | 18.01.1923 | 11           |
| 18            | Carlos Carús           | Deportivo Toluca      | 10.07.1930 | 0            |
| 19            | Moisés Jinich          | CF Atlante            |            | 1            |
| 20            | José Antonio Roca      | CD Zacatepec          | 24.05.1928 | 7            |
| 22            | Arnulfo Cortés         | CD Oro                | 09.07.1934 | 0            |
| Trainer       |                        |                       |            |              |
|               | Antonio López Herranz  |                       | 04.05.1913 |              |

## Spiele der mexikanischen Mannschaft

### Vorrunde
- Brasilien –  Mexiko 5:0 (4:0)

Stadion: Stade des Charmilles (Genf)
Zuschauer: 13.000
Schiedsrichter: Wyssling (Schweiz)
Tore: 1:0 Baltazar (23.), 2:0 Didi (30.), 3:0 Pinga, 4:0 Pinga (43.), 5:0 Julinho (69.)
Brasilien war Mexiko in allen Belangen überlegen und ging schon nach 24 Minuten in Führung. Als der Pausenpfiff ertönte, lagen die Brasilianer bereits mit 4:0 vorne und hatten somit für eine frühe Vorentscheidung gesorgt. Auch in der zweiten Halbzeit kontrollierte Brasilien das Spiel nach Belieben, erzielte jedoch nur noch einen Treffer in der Schlussminute. Während des gesamten Spiels gaben die Mexikaner gerade mal zwei Torschüsse ab: José Luis Lamadrid in der ersten Halbzeit und Raúl Arellano in der zweiten. Diese beiden Spieler gehörten zusammen mit Torhüter Salvador Mota, Verteidiger Raúl Cárdenas und Außenläufer Alfredo Torres noch zu den besten Spielern einer hoffnungslos überforderten mexikanischen Mannschaft.
- Frankreich –  Mexiko 3:2 (1:0)

Stadion: Stade des Charmilles (Genf)
Zuschauer: 19.000
Schiedsrichter: Asensi (Spanien)
Tore: 1:0 Vincent (19.), 2:0 Cárdenas (49.) ET, 2:1 Lamadrid (54.), 2:2 Balcázar (85.), 3:2 Kopa (88.) 11 m
Die Franzosen dominierten die erste Halbzeit, hatten klare Vorteile im Ballbesitz und lagen verdient mit 1:0 in Führung. Als Raúl Cárdenas zu Beginn der zweiten Halbzeit ein Eigentor unterlaufen war (das einzige in seiner Profikarriere!), glaubte wohl jeder im Stadion an die Vorentscheidung zu Gunsten der Franzosen und die achte WM-Niederlage Mexikos im achten Spiel. Doch dieses Missgeschick schien die Mexikaner eher anzuspornen als zu demoralisieren. Denn nun fanden sie ins Spiel zurück und wurden insbesondere durch den unermüdlichen Einsatz ihres rechten Außenläufers Alfredo Torres angetrieben. Auf Vorarbeit des zuvor so unglücklich agierenden Cárdenas erzielte Tomás Balcázar in der 85. Minute den Ausgleichstreffer zum 2:2. Doch dies war erst der Beginn einer äußerst dramatischen Schlussphase. Denn in der 88. Minute entschied der spanische Schiedsrichter Manuel Asensi auf Handelfmeter, durch den die Franzosen die Partie doch noch zu ihren Gunsten entscheiden konnten. Nach dem Schlusspfiff kam es zu tumultartigen Szenen. Zunächst rannte der erregte mexikanische Verteidiger Jorge Romo auf den Schiedsrichter zu, wurde jedoch von der Polizei und seinen Mannschaftskameraden zurückgehalten. Gleichzeitig kam es auf den Rängen zu Streitereien zwischen mexikanischen und französischen Zuschauern. Bald mischten sich auch Schweizer Zuschauer ein, die sich auf die Seite der offensichtlich benachteiligten Mexikaner schlugen. Während die französische Mannschaft schnell in ihren Kabinen verschwand, konnte der Schiedsrichter den Platz nur unter Polizeischutz verlassen, weil inzwischen auch einige aufgebrachte Zuschauer auf den Platz gestürmt waren. Die mexikanische Tageszeitung Excélsior bezeichnete den Elfmeter und die damit verbundene Niederlage als "Diebstahl". Wie dem auch sei: weil beide Mannschaften ihr jeweiliges Auftaktspiel verloren hatten und das gleichzeitig stattfindende Spiel zwischen Brasilien und Jugoslawien 1:1 endete, schieden die Franzosen trotz dieses "gestohlenen Sieges" ebenso aus wie die Mexikaner.